# Reddingsmedaille (Pruisen)

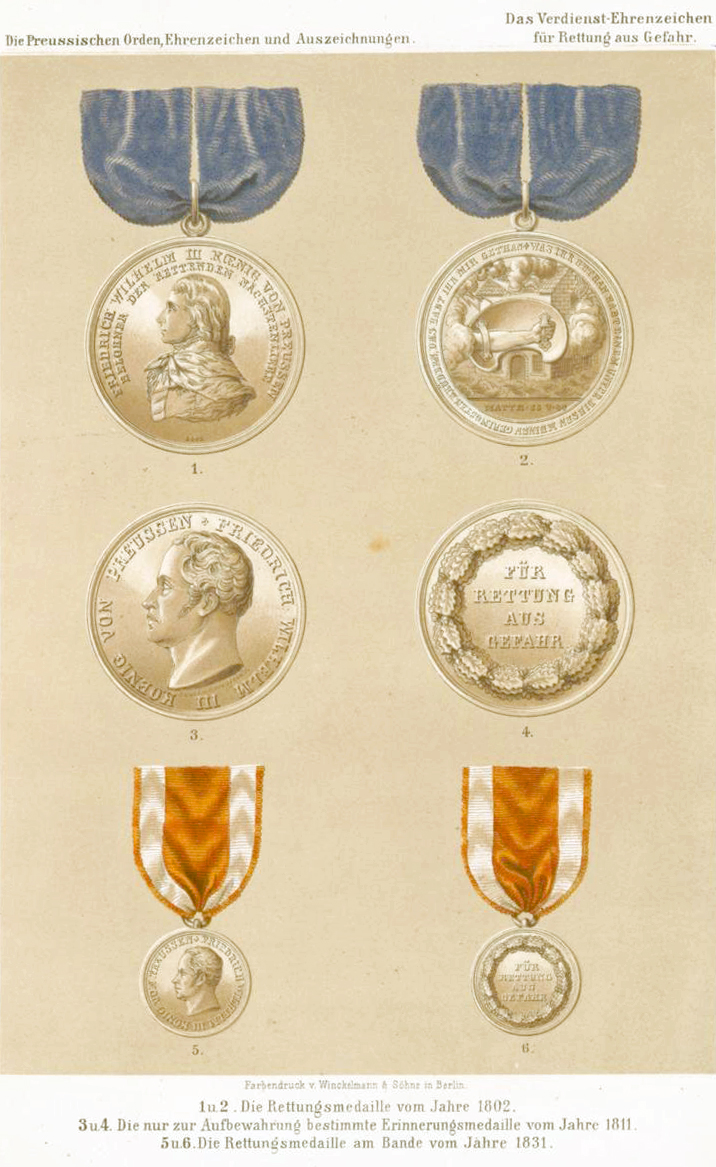
Tekeningen van Louis Schneider

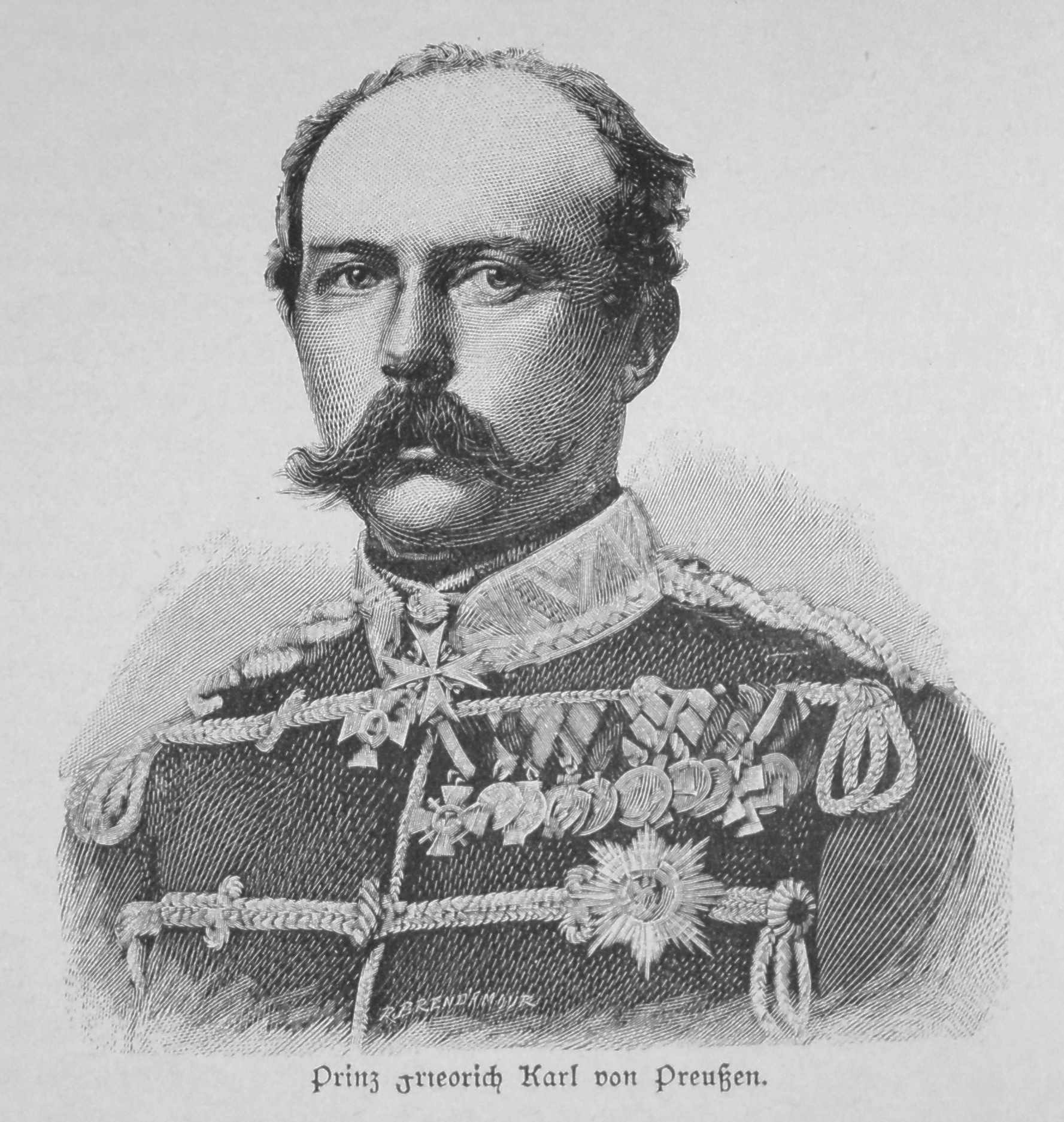
Friedrich Karl met de medaille op de tweede plaats na het kruis met de zwaarden

De Reddingsmedaille van het Koninkrijk Pruisen (Duits: Rettungsmedaille am Band) werd op 16 augustus 1833 door koning Friedrich Wilhelm III van Pruisen ingesteld.

## Geschiedenis
De medaille kon worden verleend aan personen die met gevaar voor eigen leven een ander hebben gered. In de in 1918 na de val van de Pruisische monarchie uitgeroepen Vrijstaat Pruisen werd op 9 juni 1925 een vergelijkbare medaille ingesteld als opvolger van de koninklijk Pruisische onderscheiding. Deze medaille in draagbare (de "Rettungsmedaille") of niet draagbare uitvoering (dit was de zgn. "Erinnerungsmedaille für Rettung aus Gefahr") werd tot 1936 verleend.
In 1918 waren alle Duitse onderscheidingen en de orden en onderscheidingen van de deelstaten van het Duitse Keizerrijk afgeschaft. De opvolgerstaat, de Weimarrepubliek stichtte geen eigen reddingsmedaille.
Op 22 juni 1933 werd een reddingsmedaille naar Pruisisch voorbeeld gesticht door rijkspresident Von Hindenburg. Ook deze medailles werden in in draagbare(De "Rettungsmedaille") of niet draagbare uitvoering (dit was de zgn. "Erinnerungsmedaille für Rettung aus Gefahr") verleend.

## Vormgeving
De ronde zilveren medaille draagt op de voorzijde de kop van koning Friedrich Wilhelm III. Op de keerzijde staat FÜR RETTUNG AUS GEFAHR binnen een eikenkrans. In de Vrijstaat Pruisen werd op de voorzijde een adelaar afgebeeld met het rondschrift REPUBLIK PREUSSEN.
De reddingsmedaille van het Derde Rijk droeg op de voorzijde een adelaar met een hakenkruis op de borst. De Wet van 26 juli 1957 gebiedt dat deze onderscheiding ook verder mocht worden gedragen, zij het zonder het hakenkruis.

## Draagwijze
De medaille werd aan een oranje lint met twee witte strepen op de linkerborst gedragen. In de 19e eeuw werden de linten op allerlei wijzen opgemaakt, ze bestaan onder andere in "u" vorm, als vierkante stroken lint op kartonnen of metalen plaatjes.

## Bekende dragers
Een vroege ontvanger was prins Friedrich Karl Nikolaus van Pruisen die de medaille in 1847 ontving omdat hij bij Bonn een kind uit de Rijn had gered. Andere dragers waren Helmuth Karl Bernhard von Moltke, Siegfried Thomaschki, Otto von Bismarck en de jachtvlieger Oswald Boelcke die een Franse jongen uit een kanaal redde. Hans Pfundtner ontving de medaille in 1899 als student in Koningsbergen. Victor Caillé ontving de medaille driemaal.